# Ostatnia Wieczerza (fresk Giotta)
Ostatnia Wieczerza – fresk autorstwa Giotto di Bondone namalowany ok. 1305 roku dla kaplicy Scrovegnich w Padwie.

Jeden z 40 fresków namalowanych przez Giotta w kaplicy Scrovegnich należący do cyklu scen przedstawiających życie Joachima i Anny, rodziców Marii oraz życie Chrystusa. Opis Ostatniej Wieczerzy znajduje się we wszystkich czterech Ewangeliach. Giotto, tak jak w większości fresków z kaplicy, posiłkował się Ewangelią Jana: 

Jeden z uczniów Jego - ten, którego Jezus miłował - spoczywał na Jego piersi. Jemu to dał znak Szymon Piotr i rzekł do niego: "Kto to jest? O kim mówi?" Ten oparł się zaraz na piersi Jezusa i rzekł do Niego: "Panie, kto to jest?" Jezus odparł: "To ten, dla którego umaczam kawałek [chleba], i podam mu". Umoczywszy więc kawałek [chleba], wziął i podał Judaszowi, synowi Szymona Iskarioty (J.13 23-26)

Artysta bardzo wiernie odtworzył opisaną scenę. Apostołowie siedzą wokół stołu, u którego  szczytu siedzą Jezus i Piotr Apostoł. Do piersi Pana przytula się ukochany uczeń Jan. Na słowa zapowiedzi zdrady, wśród ucztujących pojawia się zaniepokojenie. Apostołowie spoglądają na siebie. Jezus prawą ręką sięga po kawałek chleba i podaje Judaszowi siedzącemu po lewej stronie, w tradycyjnej żółtej szacie.
Wszyscy apostołowie zostali przedstawieni w różnokolorowych szatach o różnych wzorach. Komnata, w której odbywa się wieczerza, została powtórnie przedstawiona we fresku Chrystus umywa nogi apostołom.